# پروومایسکویه (کیزلیارسکی، داغستان)
پروومایسکویه (به لاتین: Pervomayskoye) یک منطقهٔ مسکونی در روسیه است که در شهرستان کیزلیارسکی واقع شده‌است.